# Liste des monuments historiques de la Haute-Loire (ouest)
Cet article recense les monuments historiques de l'ouest de la Haute-Loire, en France.

## Liste
Cette liste comprend les communes de l'arrondissement de Brioude (ouest du département).
- Haut – A
- B
- C
- D
- E
- F
- G
- H
- I
- J
- K
- L
- M
- N
- O
- P
- Q
- R
- S
- T
- U
- V
- W
- X
- Y
- Z

| Monument                                               | Commune                                                        | Adresse                                      | Coordonnées                      | Notice         | Protection                    | Date                     | Illustration                                           |
| ------------------------------------------------------ | -------------------------------------------------------------- | -------------------------------------------- | -------------------------------- | -------------- | ----------------------------- | ------------------------ | ------------------------------------------------------ |
| Croix d'Agnat                                          | Agnat                                                          |                                              | 45° 20′ 40″ nord, 3° 26′ 58″ est | « PA00092563 » | Inscrit                       | 1930                     | Croix d'Agnat                                          |
| Église Saint-Julien d'Agnat                            | Agnat                                                          |                                              | 45° 20′ 40″ nord, 3° 26′ 59″ est | « PA00092924 » | Inscrit                       | 1989                     | Église Saint-Julien d'Agnat                            |
| Moulin à vent de la Maison Blanche                     | Ally                                                           | Le Guéret C.V. 1 de Blassac à Saint-Flour    | 45° 08′ 34″ nord, 3° 20′ 02″ est | « PA00092575 » | Inscrit                       | 1983                     | Image manquante Téléverser                             |
| Moulin à vent de Pargeat                               | Ally                                                           |                                              | 45° 09′ 29″ nord, 3° 18′ 21″ est | « PA00092576 » | Inscrit                       | 1984                     | Image manquante Téléverser                             |
| Église Saint-Pierre d'Arlet                            | Arlet                                                          |                                              | 45° 06′ 59″ nord, 3° 25′ 10″ est | « PA00092581 » | Classé                        | 1907                     | Image manquante Téléverser                             |
| Chapelle de Peyrusse                                   | Aubazat                                                        |                                              | 45° 08′ 21″ nord, 3° 26′ 15″ est | « PA00092583 » | Classé                        | 1907                     | Chapelle de Peyrusse                                   |
| Château de Montmoirat                                  | Autrac                                                         |                                              | 45° 20′ 28″ nord, 3° 07′ 31″ est | « PA00092950 » | Inscrit                       | 1991                     | Image manquante Téléverser                             |
| Église Saint-Julien d'Autrac                           | Autrac                                                         |                                              | 45° 19′ 44″ nord, 3° 07′ 44″ est | « PA00092586 » | Inscrit                       | 1986                     | Église Saint-Julien d'Autrac                           |
| Château d'Auzon                                        | Auzon                                                          |                                              | 45° 23′ 30″ nord, 3° 22′ 20″ est | « PA00092925 » | Inscrit                       | 1989 1990                | Château d'Auzon                                        |
| Église Saint-Laurent d'Auzon                           | Auzon                                                          |                                              | 45° 23′ 31″ nord, 3° 22′ 23″ est | « PA00092587 » | Classé                        | 1906                     | Église Saint-Laurent d'Auzon                           |
| Halles d'Auzon                                         | Auzon                                                          |                                              | 45° 23′ 31″ nord, 3° 22′ 26″ est | « PA00092588 » | Inscrit                       | 1962                     | Halles d'Auzon                                         |
| Porte du Brugelet                                      | Auzon                                                          |                                              | 45° 23′ 29″ nord, 3° 22′ 17″ est | « PA43000006 » | Inscrit                       | 1997                     | Porte du Brugelet                                      |
| Église Saint-Jean-Baptiste d'Azérat                    | Azérat                                                         |                                              | 45° 21′ 45″ nord, 3° 22′ 58″ est | « PA00092589 » | Classé                        | 1930                     | Église Saint-Jean-Baptiste d'Azérat                    |
| Église Saint-Hilaire de Beaumont                       | Beaumont                                                       |                                              | 45° 18′ 45″ nord, 3° 20′ 33″ est | « PA00092598 » | Inscrit                       | 1969                     | Image manquante Téléverser                             |
| Abri des Battants                                      | Blassac                                                        |                                              | 45° 10′ 15″ nord, 3° 24′ 12″ est | « PA00092921 » | Inscrit                       | 1989                     | Image manquante Téléverser                             |
| Croix de Blassac                                       | Blassac                                                        | Place de l'Église                            | 45° 10′ 15″ nord, 3° 24′ 03″ est | « PA00092604 » | Classé                        | 1907                     | Image manquante Téléverser                             |
| Croix du Mas                                           | Blassac                                                        |                                              | 45° 10′ 06″ nord, 3° 23′ 56″ est | « PA00092603 » | Inscrit                       | 1930                     | Image manquante Téléverser                             |
| Église Notre-Dame-de-l'Assomption de Blassac           | Blassac                                                        |                                              | 45° 10′ 15″ nord, 3° 24′ 03″ est | « PA00092605 » | Classé                        | 1960                     | Image manquante Téléverser                             |
| Château du Bos                                         | Blesle                                                         |                                              | 45° 20′ 08″ nord, 3° 09′ 32″ est | « PA00125279 » | Inscrit                       | 1993 2010                | Image manquante Téléverser                             |
| Château de Mercœur                                     | Blesle                                                         |                                              | 45° 19′ 06″ nord, 3° 10′ 09″ est | « PA00092606 » | Classé                        | 1925                     | Château de Mercœur                                     |
| Église Saint-Sébastien de Bousselargues                | Blesle                                                         |                                              | 45° 20′ 36″ nord, 3° 10′ 37″ est | « PA00092609 » | Inscrit                       | 1984                     | Église Saint-Sébastien de Bousselargues                |
| Église Saint-Martin de Blesle                          | Blesle                                                         | Place de l'Eglise                            | 45° 19′ 07″ nord, 3° 10′ 09″ est | « PA00092607 » | Classé                        | 1970                     | Église Saint-Martin de Blesle                          |
| Église Saint-Pierre de Blesle                          | Blesle                                                         |                                              | 45° 19′ 08″ nord, 3° 10′ 12″ est | « PA00092608 » | Classé                        | 1907                     | Église Saint-Pierre de Blesle                          |
| Maison romane                                          | Blesle                                                         | Rue de la Vachoune                           | 45° 19′ 06″ nord, 3° 10′ 10″ est | « PA00092610 » | Classé Inscrit                | 1924 1935                | Maison romane                                          |
| Maison du bailliage de Blesle                          | Blesle                                                         | Rue Édouard-Châtillon                        | 45° 19′ 07″ nord, 3° 10′ 15″ est | « PA43000039 » | Inscrit                       | 2003                     | Image manquante Téléverser                             |
| Maison Blanc du Bos                                    | Blesle                                                         | Rue Droite                                   | 45° 19′ 07″ nord, 3° 10′ 13″ est | « PA00125280 » | Inscrit                       | 1993                     | Maison Blanc du Bos                                    |
| Maison de la Rodde                                     | Blesle                                                         | Rue Édouard-Châtillon                        | 45° 19′ 07″ nord, 3° 10′ 14″ est | « PA43000040 » | Inscrit                       | 2003                     | Maison de la Rodde                                     |
| Tour du Massadou                                       | Blesle                                                         |                                              | 45° 19′ 12″ nord, 3° 10′ 07″ est | « PA00092611 » | Inscrit                       | 1976                     | Tour du Massadou                                       |
| Église Saint-Pierre de Bournoncle-Saint-Pierre         | Bournoncle-Saint-Pierre                                        |                                              | 45° 20′ 35″ nord, 3° 19′ 06″ est | « PA00092613 » | Classé                        | 1963                     | Image manquante Téléverser                             |
| Basilique Saint-Julien de Brioude                      | Brioude                                                        |                                              | 45° 17′ 37″ nord, 3° 23′ 04″ est | « PA00092615 » | Classé                        | 1840                     | Basilique Saint-Julien de Brioude                      |
| Fontaine Saint-Julien de Brioude                       | Brioude                                                        | Avenue d'Auvergne                            | 45° 18′ 31″ nord, 3° 22′ 31″ est | « PA00092617 » | Inscrit                       | 1972                     | Fontaine Saint-Julien de Brioude                       |
| Hôtel de Rochely                                       | Brioude                                                        | 21 rue Latour-d'Auvergne                     | 45° 17′ 33″ nord, 3° 23′ 04″ est | « PA00092618 » | Inscrit                       | 1972                     | Hôtel de Rochely                                       |
| Hôtel Tabart                                           | Brioude                                                        | 8 rue Pascal                                 | 45° 17′ 40″ nord, 3° 23′ 03″ est | « PA00092619 » | Inscrit                       | 1988                     | Hôtel Tabart                                           |
| Hôtel Talairat                                         | Brioude                                                        | Rue Talairat                                 | 45° 17′ 39″ nord, 3° 22′ 59″ est | « PA00092620 » | Classé                        | 1964                     | Hôtel Talairat                                         |
| Maison                                                 | Brioude                                                        | 29 rue du Quatre-Septembre                   | 45° 17′ 37″ nord, 3° 23′ 01″ est | « PA00092623 » | Inscrit                       | 1963                     | Maison                                                 |
| Maison du Doyenné                                      | Brioude                                                        | 4 place Lafayette                            | 45° 17′ 37″ nord, 3° 23′ 08″ est | « PA00092616 » | Classé Inscrit                | 1956 2003                | Maison du Doyenné                                      |
| Maison de Mandrin                                      | Brioude                                                        | 22, 24 rue du Quatre-Septembre Rue Ganivelle | 45° 17′ 36″ nord, 3° 23′ 01″ est | « PA00092622 » | Inscrit                       | 2003                     | Maison de Mandrin                                      |
| Maison Porte                                           | Brioude                                                        | Place Eugène-Gilbert Rue d'Alsace            | 45° 17′ 32″ nord, 3° 23′ 09″ est | « PA00092621 » | Inscrit                       | 1925                     | Maison Porte                                           |
| Abri du Blot                                           | Cerzat                                                         | Le Blot                                      | 45° 08′ 50″ nord, 3° 27′ 51″ est | « PA00092943 » | Classé                        | 1989                     | Abri du Blot                                           |
| Château du Chambon                                     | Cerzat                                                         |                                              | 45° 08′ 32″ nord, 3° 28′ 04″ est | « PA43000012 » | Inscrit                       | 1998                     | Image manquante Téléverser                             |
| Église Saint-Sylvestre de Cerzat                       | Cerzat                                                         |                                              | 45° 09′ 37″ nord, 3° 28′ 48″ est | « PA43000018 » | Inscrit                       | 2000                     | Église Saint-Sylvestre de Cerzat                       |
| Abbatiale Saint-Robert de La Chaise-Dieu               | La Chaise-Dieu                                                 |                                              | 45° 19′ 16″ nord, 3° 41′ 46″ est | « PA00092635 » | Classé                        | 1840                     | Abbatiale Saint-Robert de La Chaise-Dieu               |
| Abbaye de la Chaise-Dieu                               | La Chaise-Dieu                                                 |                                              | 45° 19′ 15″ nord, 3° 41′ 46″ est | « PA00092633 » | Inscrit Classé Classé         | 1941 2009 2014           | Abbaye de la Chaise-Dieu                               |
| Croix de La Chaise-Dieu                                | La Chaise-Dieu                                                 |                                              | 45° 19′ 16″ nord, 3° 41′ 44″ est | « PA00092634 » | Inscrit                       | 1930                     | Croix de La Chaise-Dieu                                |
| Fontaine de La Chaise-Dieu                             | La Chaise-Dieu                                                 | Place de l'Église                            | 45° 19′ 16″ nord, 3° 41′ 43″ est | « PA00092636 » | Inscrit                       | 1934                     | Fontaine de La Chaise-Dieu                             |
| Maison                                                 | La Chaise-Dieu                                                 | Rue des Casernes                             | 45° 19′ 15″ nord, 3° 41′ 41″ est | « PA00092637 » | Inscrit                       | 1934                     | Maison                                                 |
| Maison forte de La Chaise-Dieu                         | La Chaise-Dieu                                                 | Rue de la Côte Rue des Fossés                | 45° 19′ 16″ nord, 3° 41′ 39″ est | « PA00092638 » | Inscrit                       | 1977 2019                | Maison forte de La Chaise-Dieu                         |
| Église Notre-Dame-de-l'Assomption de Chanaleilles      | Chanaleilles                                                   |                                              | 44° 51′ 42″ nord, 3° 29′ 16″ est | « PA00092642 » | Inscrit Classé                | 1969 1979                | Image manquante Téléverser                             |
| Église Sainte-Foi-de-la-Brousse de Chaniat             | Chaniat                                                        | La Brousse                                   | 45° 19′ 01″ nord, 3° 29′ 07″ est | « PA00092643 » | Inscrit                       | 1986                     | Image manquante Téléverser                             |
| Église Saint-Saturnin de Chanteuges                    | Chanteuges                                                     |                                              | 45° 04′ 22″ nord, 3° 32′ 02″ est | « PA00092644 » | Classé                        | 1840                     | Église Saint-Saturnin de Chanteuges                    |
| Prieuré de Chanteuges                                  | Chanteuges                                                     |                                              | 45° 04′ 24″ nord, 3° 31′ 56″ est | « PA00092645 » | Classé Inscrit                | 1862 1889 1914 1928      | Prieuré de Chanteuges                                  |
| Église Saint-Sébastien de Charraix                     | Charraix                                                       |                                              | 45° 01′ 39″ nord, 3° 34′ 16″ est | « PA43000029 » | Inscrit                       | 2002                     | Image manquante Téléverser                             |
| Château fort de Chassignolles                          | Chassignolles                                                  |                                              | 45° 23′ 53″ nord, 3° 29′ 29″ est | « PA00132737 » | Inscrit                       | 1994                     | Château fort de Chassignolles                          |
| Église Notre-Dame-de-l'Assomption de Chassignolles     | Chassignolles                                                  |                                              | 45° 23′ 49″ nord, 3° 29′ 29″ est | « PA00092648 » | Classé Inscrit                | 1944                     | Église Notre-Dame-de-l'Assomption de Chassignolles     |
| Église Saint-Pierre de Chastel                         | Chastel                                                        |                                              | 45° 04′ 59″ nord, 3° 19′ 29″ est | « PA00092649 » | Inscrit                       | 1964                     | Église Saint-Pierre de Chastel                         |
| Château de Chavaniac                                   | Chavaniac-Lafayette                                            |                                              | 45° 09′ 26″ nord, 3° 34′ 45″ est | « PA00092922 » | Inscrit                       | 1989                     | Château de Chavaniac                                   |
| Église Saint-Honorat de Chilhac                        | Chilhac                                                        |                                              | 45° 09′ 21″ nord, 3° 26′ 17″ est | « PA00092651 » | Inscrit                       | 1925                     | Église Saint-Honorat de Chilhac                        |
| Pont suspendu de Chilhac                               | Chilhac                                                        |                                              | 45° 09′ 17″ nord, 3° 26′ 14″ est | « PA43000058 » | Inscrit                       | 2016                     | Pont suspendu de Chilhac                               |
| Église Saint-Pierre de Cistrières                      | Cistrières                                                     |                                              | 45° 19′ 17″ nord, 3° 37′ 20″ est | « PA00092654 » | Inscrit                       | 1926                     | Église Saint-Pierre de Cistrières                      |
| Église Saint-Étienne de Connangles                     | Connangles                                                     |                                              | 45° 17′ 58″ nord, 3° 38′ 51″ est | « PA00092655 » | Inscrit                       | 1987                     | Image manquante Téléverser                             |
| Église Notre-Dame-de-l'Assomption de Croisances        | Croisances                                                     |                                              | 44° 53′ 54″ nord, 3° 36′ 48″ est | « PA00092660 » | Inscrit                       | 1969                     | Église Notre-Dame-de-l'Assomption de Croisances        |
| Château de Domeyrat                                    | Domeyrat                                                       |                                              | 45° 15′ 00″ nord, 3° 30′ 09″ est | « PA00092661 » | Classé                        | 1983                     | Château de Domeyrat                                    |
| Église Saint-Roch de Domeyrat                          | Domeyrat                                                       |                                              | 45° 14′ 56″ nord, 3° 30′ 10″ est | « PA00092662 » | Classé                        | 1910                     | Image manquante Téléverser                             |
| Pont Vieux de Domeyrat                                 | Domeyrat                                                       |                                              | 45° 15′ 00″ nord, 3° 30′ 06″ est | « PA00092663 » | Classé                        | 1982                     | Pont Vieux de Domeyrat                                 |
| Église Saint-Mathieu d'Espalem                         | Espalem                                                        |                                              | 45° 18′ 25″ nord, 3° 14′ 00″ est | « PA00092665 » | Inscrit                       | 1986                     | Église Saint-Mathieu d'Espalem                         |
| Château fort d'Esplantas                               | Esplantas                                                      |                                              | 44° 54′ 33″ nord, 3° 32′ 49″ est | « PA00092670 » | Inscrit                       | 2002                     | Château fort d'Esplantas                               |
| Pont de la Bajasse                                     | Fontannes                                                      |                                              | 45° 16′ 37″ nord, 3° 24′ 37″ est | « PA43000032 » | Inscrit                       | 2002                     | Pont de la Bajasse                                     |
| Assemblée de la Clauze                                 | Grèzes                                                         | La Clauze                                    | 44° 54′ 35″ nord, 3° 30′ 16″ est | « PA00092676 » | Inscrit                       | 1971                     | Image manquante Téléverser                             |
| Château de la Bilherie                                 | Grèzes                                                         |                                              | 44° 55′ 11″ nord, 3° 29′ 13″ est | « PA00092677 » | Inscrit                       | 1979                     | Image manquante Téléverser                             |
| Château de la Clauze                                   | Grèzes                                                         |                                              | 44° 54′ 36″ nord, 3° 30′ 22″ est | « PA00092674 » | Inscrit Classé                | 1937 1974                | Château de la Clauze                                   |
| Église Saint-Pierre de Grèzes                          | Grèzes                                                         |                                              | 44° 55′ 09″ nord, 3° 29′ 13″ est | « PA00092675 » | Inscrit                       | 1979                     | Église Saint-Pierre de Grèzes                          |
| Croix de Javaugues                                     | Javaugues                                                      |                                              | 45° 17′ 17″ nord, 3° 29′ 03″ est | « PA00092678 » | Inscrit                       | 1930                     | Image manquante Téléverser                             |
| Château de Lamothe                                     | Lamothe                                                        |                                              | 45° 18′ 48″ nord, 3° 25′ 29″ est | « PA00092680 » | Inscrit                       | 1988                     | Château de Lamothe                                     |
| Dolmen de Saint-Marceau                                | Langeac                                                        | Croix de Saint-Marceau                       | 45° 04′ 48″ nord, 3° 26′ 39″ est | « PA00092682 » | Classé                        | 1862                     | Image manquante Téléverser                             |
| Église Saint-Gal de Langeac                            | Langeac                                                        |                                              | 45° 05′ 58″ nord, 3° 29′ 53″ est | « PA00092683 » | Classé                        | 1907                     | Église Saint-Gal de Langeac                            |
| Porte de ville de Langeac                              | Langeac                                                        | 45 rue du Pont                               | 45° 06′ 01″ nord, 3° 29′ 45″ est | « PA00092684 » | Inscrit                       | 1965                     | Porte de ville de Langeac                              |
| Église Notre-Dame-de-l'Assomption de Laval-sur-Doulon  | Laval-sur-Doulon                                               |                                              | 45° 21′ 06″ nord, 3° 33′ 41″ est | « PA00092927 » | Inscrit                       | 1989                     | Église Notre-Dame-de-l'Assomption de Laval-sur-Doulon  |
| Abbatiale de Lavaudieu                                 | Lavaudieu                                                      |                                              | 45° 15′ 45″ nord, 3° 27′ 16″ est | « PA00092687 » | Classé                        | 1862                     | Abbatiale de Lavaudieu                                 |
| Abbaye Saint-André de Lavaudieu                        | Lavaudieu                                                      |                                              | 45° 15′ 49″ nord, 3° 27′ 17″ est | « PA00092685 » | Classé Inscrit Classé Inscrit | 1862 1932 1958 1966 2001 | Abbaye Saint-André de Lavaudieu                        |
| Croix de Lavaudieu                                     | Lavaudieu                                                      | Place principale                             | 45° 15′ 45″ nord, 3° 27′ 15″ est | « PA00092686 » | Inscrit                       | 1930                     | Croix de Lavaudieu                                     |
| Pont de Lavoûte-Chilhac                                | Lavoûte-Chilhac                                                |                                              | 45° 08′ 55″ nord, 3° 24′ 08″ est | « PA00092690 » | Inscrit                       | 1926                     | Pont de Lavoûte-Chilhac                                |
| Prieuré de Lavoûte-Chilhac                             | Lavoûte-Chilhac                                                |                                              | 45° 08′ 52″ nord, 3° 24′ 10″ est | « PA00092689 » | Classé Inscrit Classé         | 1862 1889 1937 2001      | Prieuré de Lavoûte-Chilhac                             |
| Église Saint-Géraud de Lempdes-sur-Allagnon            | Lempdes-sur-Allagnon                                           |                                              | 45° 23′ 07″ nord, 3° 16′ 08″ est | « PA00092693 » | Inscrit                       | 1956                     | Église Saint-Géraud de Lempdes-sur-Allagnon            |
| Halle de Lempdes-sur-Allagnon                          | Lempdes-sur-Allagnon                                           | Place de l'Église                            | 45° 23′ 07″ nord, 3° 16′ 10″ est | « PA00092694 » | Inscrit                       | 1956                     | Halle de Lempdes-sur-Allagnon                          |
| Château de Léotoing                                    | Léotoing                                                       |                                              | 45° 21′ 42″ nord, 3° 13′ 13″ est | « PA00092965 » | Inscrit                       | 1992                     | Château de Léotoing                                    |
| Château de Vernassal                                   | Léotoing                                                       |                                              | 45° 20′ 28″ nord, 3° 14′ 13″ est | « PA00092695 » | Inscrit                       | 1986                     | Image manquante Téléverser                             |
| Église Saint-Vincent de Léotoing                       | Léotoing                                                       |                                              | 45° 21′ 44″ nord, 3° 13′ 17″ est | « PA00092696 » | Classé                        | 1937                     | Église Saint-Vincent de Léotoing                       |
| Château de Védrines                                    | Lorlanges                                                      |                                              | 45° 19′ 50″ nord, 3° 14′ 32″ est | « PA43000021 » | Inscrit                       | 2001                     | Château de Védrines                                    |
| Château de Folgoux                                     | Malvières                                                      |                                              | 45° 20′ 52″ nord, 3° 42′ 53″ est | « PA00132731 » | Inscrit                       | 1994                     | Château de Folgoux                                     |
| Croix du Bancillon                                     | Malvières                                                      |                                              | 45° 20′ 28″ nord, 3° 44′ 03″ est | « PA00092699 » | Classé                        | 1910                     | Croix du Bancillon                                     |
| Église de la Nativité-de-la-Sainte-Vierge de Malvières | Malvières                                                      |                                              | 45° 20′ 14″ nord, 3° 43′ 58″ est | « PA00092700 » | Classé                        | 1969                     | Église de la Nativité-de-la-Sainte-Vierge de Malvières |
| Église Saint-Pierre de Mazerat-Aurouze                 | Mazerat-Aurouze                                                |                                              | 45° 11′ 13″ nord, 3° 33′ 38″ est | « PA00092703 » | Classé                        | 1931                     | Image manquante Téléverser                             |
| Prieuré de Mazerat-Aurouze                             | Mazerat-Aurouze                                                |                                              | 45° 11′ 14″ nord, 3° 33′ 38″ est | « PA00092704 » | Inscrit                       | 1932                     | Image manquante Téléverser                             |
| Château du Cluzel                                      | Mazeyrat-d'Allier                                              |                                              | 45° 07′ 19″ nord, 3° 34′ 03″ est | « PA00092705 » | Inscrit                       | 1964                     | Image manquante Téléverser                             |
| Dolmen de Las Tombas de Las Fadas                      | Mazeyrat-d'Allier                                              | Peyre de Farge Rougère                       | 45° 07′ 57″ nord, 3° 33′ 53″ est | « PA00092706 » | Classé                        | 1862                     | Dolmen de Las Tombas de Las Fadas                      |
| Dolmen de Marjallat                                    | Mazeyrat-d'Allier                                              | Le Champ de Morgeac                          | 45° 09′ 26″ nord, 3° 31′ 20″ est | « PA00092707 » | Classé                        | 1986                     | Image manquante Téléverser                             |
| Église Saint-Privat de Reilhac                         | Mazeyrat-d'Allier                                              | Reilhac                                      | 45° 07′ 25″ nord, 3° 29′ 03″ est | « PA00092708 » | Inscrit                       | 1949                     | Image manquante Téléverser                             |
| Dolmen des Fangeyres                                   | Mercœur                                                        |                                              | 45° 10′ 49″ nord, 3° 20′ 36″ est | « PA00092928 » | Inscrit                       | 1989                     | Image manquante Téléverser                             |
| Chapelle Notre-Dame d'Estours                          | Monistrol-d'Allier                                             |                                              | 45° 00′ 15″ nord, 3° 35′ 23″ est | « PA00092714 » | Inscrit                       | 1926                     | Image manquante Téléverser                             |
| Chapelle Sainte-Madeleine de Monistrol-d'Allier        | Monistrol-d'Allier                                             |                                              | 44° 58′ 24″ nord, 3° 38′ 21″ est | « PA43000047 » | Inscrit                       | 2005                     | Image manquante Téléverser                             |
| Croix de cimetière de Monistrol-d'Allier               | Monistrol-d'Allier                                             |                                              | 44° 58′ 04″ nord, 3° 38′ 30″ est | « PA00092716 » | Classé                        | 1910                     | Image manquante Téléverser                             |
| Château de Paulhac                                     | Paulhac                                                        |                                              | 45° 18′ 07″ nord, 3° 20′ 56″ est | « PA00092723 » | Inscrit                       | 2004                     | Château de Paulhac                                     |
| Église Saint-Jean-Baptiste de Paulhac                  | Paulhac                                                        |                                              | 45° 18′ 07″ nord, 3° 20′ 52″ est | « PA00092724 » | Inscrit                       | 1980                     | Église Saint-Jean-Baptiste de Paulhac                  |
| Abbaye de Pébrac                                       | Pébrac                                                         |                                              | 45° 01′ 50″ nord, 3° 30′ 33″ est | « PA00092725 » | Classé                        | 2001                     | Abbaye de Pébrac                                       |
| Église Saint-André de Prades                           | Prades                                                         |                                              | 45° 01′ 42″ nord, 3° 35′ 31″ est | « PA00092739 » | Classé                        | 1910                     | Église Saint-André de Prades                           |
| Croix de Saint-Arcons-d'Allier                         | Saint-Arcons-d'Allier                                          |                                              | 45° 04′ 09″ nord, 3° 32′ 57″ est | « PA00092828 » | Classé                        | 1907                     | Croix de Saint-Arcons-d'Allier                         |
| Église Saint-Loup de Saint-Arcons-d'Allier             | Saint-Arcons-d'Allier                                          |                                              | 45° 04′ 07″ nord, 3° 33′ 02″ est | « PA00092829 » | Inscrit                       | 1980                     | Église Saint-Loup de Saint-Arcons-d'Allier             |
| Prieuré-château de Saint-Arcons-d'Allier               | Saint-Arcons-d'Allier                                          |                                              | 45° 04′ 07″ nord, 3° 33′ 01″ est | « PA00092830 » | Inscrit                       | 1986                     | Prieuré-château de Saint-Arcons-d'Allier               |
| Château de Bosbomparent                                | Saint-Beauzire                                                 |                                              | 45° 17′ 35″ nord, 3° 17′ 15″ est | « PA43000022 » | Inscrit                       | 2001                     | Image manquante Téléverser                             |
| Château de l'Espinasse                                 | Saint-Beauzire                                                 |                                              | 45° 15′ 53″ nord, 3° 16′ 49″ est | « PA00092832 » | Inscrit                       | 1961                     | Château de l'Espinasse                                 |
| Église Saint-Beauzire de Saint-Beauzire                | Saint-Beauzire                                                 |                                              | 45° 16′ 33″ nord, 3° 16′ 00″ est | « PA00092833 » | Inscrit                       | 1957                     | Église Saint-Beauzire de Saint-Beauzire                |
| Église Saint-Jacques de Saint-Christophe-d'Allier      | Saint-Christophe-d'Allier                                      |                                              | 44° 51′ 22″ nord, 3° 42′ 18″ est | « PA00092834 » | Inscrit                       | 1957                     | Église Saint-Jacques de Saint-Christophe-d'Allier      |
| Église Saint-Cirgues de Saint-Cirgues                  | Saint-Cirgues                                                  |                                              | 45° 08′ 45″ nord, 3° 24′ 14″ est | « PA00092836 » | Classé                        | 1930                     | Église Saint-Cirgues de Saint-Cirgues                  |
| Château de Servières                                   | Saint-Didier-sur-Doulon                                        |                                              | 45° 18′ 54″ nord, 3° 32′ 29″ est | « PA00132732 » | Inscrit                       | 1994                     | Image manquante Téléverser                             |
| Croix de Sainte-Eugénie-de-Villeneuve                  | Sainte-Eugénie-de-Villeneuve                                   | Place de l'Église                            | 45° 08′ 23″ nord, 3° 37′ 27″ est | « PA00092839 » | Inscrit                       | 1983                     | Image manquante Téléverser                             |
| Château de Flaghac                                     | Saint-Georges-d'Aurac                                          |                                              | 45° 10′ 37″ nord, 3° 31′ 52″ est | « PA00092843 » | Inscrit                       | 1957 2000                | Image manquante Téléverser                             |
| Maison-forte d'Azinière                                | Saint-Georges-d'Aurac                                          | Azinière                                     | 45° 10′ 09″ nord, 3° 32′ 43″ est | « PA00092844 » | Inscrit                       | 1985                     | Image manquante Téléverser                             |
| Église Saint-Hilaire de Saint-Hilaire                  | Saint-Hilaire                                                  |                                              | 45° 22′ 51″ nord, 3° 26′ 13″ est | « PA00092851 » | Inscrit                       | 1987                     | Église Saint-Hilaire de Saint-Hilaire                  |
| Château de Saint-Ilpize                                | Saint-Ilpize                                                   |                                              | 45° 11′ 40″ nord, 3° 23′ 18″ est | « PA00092853 » | Classé Inscrit                | 1907 1988                | Château de Saint-Ilpize                                |
| Église Sainte-Madeleine de Saint-Ilpize                | Saint-Ilpize                                                   |                                              | 45° 11′ 39″ nord, 3° 23′ 20″ est | « PA00092854 » | Classé                        | 1920                     | Église Sainte-Madeleine de Saint-Ilpize                |
| Pont suspendu de Saint-Ilpize                          | Saint-Ilpize (également sur la commune de Villeneuve-d'Allier) |                                              | 45° 11′ 55″ nord, 3° 23′ 13″ est | « PA43000059 » | Inscrit                       | 2015                     | Pont suspendu de Saint-Ilpize                          |
| Abbaye Saint-Pierre-des-Chazes                         | Saint-Julien-des-Chazes                                        |                                              | 45° 02′ 49″ nord, 3° 35′ 04″ est | « PA43000061 » | Inscrit                       | 2017                     | Image manquante Téléverser                             |
| Chapelle Sainte-Marie-des-Chazes                       | Saint-Julien-des-Chazes                                        |                                              | 45° 02′ 45″ nord, 3° 35′ 30″ est | « PA00092861 » | Classé                        | 1862                     | Chapelle Sainte-Marie-des-Chazes                       |
| Château de Chabreuges                                  | Saint-Laurent-Chabreuges                                       |                                              | 45° 16′ 42″ nord, 3° 20′ 11″ est | « PA43000056 » | Inscrit                       | 2011                     | Château de Chabreuges                                  |
| Église Saint-Paul de Saint-Pal-de-Senouire             | Saint-Pal-de-Senouire                                          | Route de la Chaise-Dieu à Paulhaguet         | 45° 15′ 33″ nord, 3° 39′ 05″ est | « PA00092868 » | Inscrit                       | 1969                     | Image manquante Téléverser                             |
| Église Saint-Bruno de Saint-Vénérand                   | Saint-Vénérand                                                 |                                              | 44° 52′ 03″ nord, 3° 40′ 48″ est | « PA43000015 » | Inscrit                       | 1999                     | Église Saint-Bruno de Saint-Vénérand                   |
| Église Saint-Jean-Baptiste de Saint-Vert               | Saint-Vert                                                     |                                              | 45° 22′ 16″ nord, 3° 31′ 54″ est | « PA00125287 » | Inscrit                       | 1993                     | Église Saint-Jean-Baptiste de Saint-Vert               |
| Chapelle Notre-Dame-des-Grâces de Salzuit              | Salzuit                                                        |                                              | 45° 12′ 52″ nord, 3° 29′ 27″ est | « PA00092887 » | Inscrit                       | 1980                     | Image manquante Téléverser                             |
| Chapelle des Pénitents de Saugues                      | Saugues                                                        |                                              | 44° 57′ 37″ nord, 3° 32′ 48″ est | « PA43000044 » | Inscrit                       | 2004                     | Image manquante Téléverser                             |
| Château d'Ombret                                       | Saugues                                                        |                                              | 44° 56′ 12″ nord, 3° 36′ 19″ est | « PA00092888 » | Inscrit                       | 1983                     | Image manquante Téléverser                             |
| Croix de l'Anglais                                     | Saugues                                                        | Rue des Tours-Neuves Rue des Fossés          | 44° 57′ 40″ nord, 3° 32′ 54″ est | « PA00092889 » | Inscrit                       | 1930                     | Image manquante Téléverser                             |
| Église Saint-Médard de Saugues                         | Saugues                                                        |                                              | 44° 57′ 38″ nord, 3° 32′ 50″ est | « PA00092891 » | Classé Inscrit                | 1840 1971                | Église Saint-Médard de Saugues                         |
| Tombeau du général Mac Haren                           | Saugues                                                        | Cimetière                                    | 44° 57′ 50″ nord, 3° 32′ 53″ est | « PA00092892 » | Classé                        | 1910                     | Image manquante Téléverser                             |
| Tour des Anglais                                       | Saugues                                                        |                                              | 44° 57′ 36″ nord, 3° 32′ 50″ est | « PA00092890 » | Classé                        | 1907                     | Tour des Anglais                                       |
| Village médiéval de Montchauvet                        | Saugues                                                        |                                              | 44° 55′ 45″ nord, 3° 25′ 45″ est | « PA00092932 » | Inscrit                       | 1989                     | Image manquante Téléverser                             |
| Château de Saint-Romain                                | Siaugues-Sainte-Marie                                          |                                              | 45° 05′ 15″ nord, 3° 38′ 01″ est | « PA00092899 » | Classé                        | 1984                     | Image manquante Téléverser                             |
| Dolmen de la Thuile des Fées                           | Tailhac                                                        | La Teoula de Las Fadas                       | 45° 02′ 33″ nord, 3° 26′ 38″ est | « PA00092903 » | Classé                        | 1987                     | Image manquante Téléverser                             |
| Église Saint-Jean-Baptiste de Tailhac                  | Tailhac                                                        |                                              | 45° 02′ 32″ nord, 3° 27′ 30″ est | « PA00092962 » | Inscrit                       | 1992                     | Image manquante Téléverser                             |
| Château de Torsiac                                     | Torsiac                                                        |                                              | 45° 21′ 11″ nord, 3° 13′ 04″ est | « PA00132736 » | Inscrit                       | 1994                     | Château de Torsiac                                     |
| Église Saint-Paul de Vals-le-Chastel                   | Vals-le-Chastel                                                | Les Hauts-de-Vals-le-Chatel                  | 45° 16′ 14″ nord, 3° 31′ 18″ est | « PA00092908 » | Inscrit Classé                | 1962 1971                | Église Saint-Paul de Vals-le-Chastel                   |
| Église Saint-Mary de Vézézoux                          | Vézézoux                                                       |                                              | 45° 24′ 12″ nord, 3° 20′ 48″ est | « PA00092915 » | Inscrit                       | 1969                     | Église Saint-Mary de Vézézoux                          |
| Croix de Védrines                                      | Vieille-Brioude                                                | Védrines                                     | 45° 14′ 46″ nord, 3° 23′ 24″ est | « PA00092916 » | Inscrit                       | 1926                     | Image manquante Téléverser                             |
| Dolmen de Védrines                                     | Vieille-Brioude                                                |                                              | 45° 15′ 24″ nord, 3° 23′ 29″ est | « PA00092917 » | Classé                        | 1889                     | Dolmen de Védrines                                     |
| Église Sainte-Anne de Vieille-Brioude                  | Vieille-Brioude                                                |                                              | 45° 15′ 40″ nord, 3° 24′ 27″ est | « PA00092918 » | Inscrit                       | 1980                     | Église Sainte-Anne de Vieille-Brioude                  |
| Léproserie de la Bajasse                               | Vieille-Brioude                                                |                                              | 45° 16′ 33″ nord, 3° 24′ 40″ est | « PA43000026 » | Inscrit                       | 2002                     | Léproserie de la Bajasse                               |
| Pont de la Bajasse                                     | Vieille-Brioude                                                | V.C. 4                                       | 45° 16′ 37″ nord, 3° 24′ 37″ est | « PA43000027 » | Inscrit                       | 2002                     | Pont de la Bajasse                                     |
| Église Sainte-Croix de Vissac                          | Vissac-Auteyrac                                                |                                              | 45° 06′ 13″ nord, 3° 35′ 56″ est | « PA00092919 » | Classé                        | 1910                     | Image manquante Téléverser                             |